# Inmigración coreana en Hawái
La inmigración coreana a Hawái ha sido constante desde principios del siglo XX. Ha habido dos puntos distintos en los que la inmigración ha alcanzado su punto máximo: la primera ola de 1903 a 1949, la segunda ola de 1950 a 1964. El 13 de enero de 2003, George W. Bush hizo una proclamación especial en honor al Centenario de la Inmigración Coreana a los Estados Unidos, reconociendo las contribuciones de los estadounidenses de origen coreano a la nación.

## Orígenes
El primer gran grupo de inmigrantes coreanos llegó a los Estados Unidos el 13 de enero de 1903. El Imperio Coreano había emitido sus primeros pasaportes en inglés a estos inmigrantes el año anterior. Viajaron en el RMS Gaélico y aterrizó en Hawái . Los pasajeros eran un grupo diverso con diversas edades y orígenes. Entre el grupo había cincuenta y seis hombres reclutados como jornaleros para las plantaciones de caña de azúcar ubicadas en varias islas del Territorio de Hawái, así como veintiuna mujeres y veinticinco niños. Dos años después de la primera llegada de inmigrantes coreanos, el número de coreanos que habían emigrado a Hawái había aumentado a más de 7.000.

## El propósito de la inmigración coreana a Estados Unidos
El primer gran grupo de inmigrantes coreanos se estableció en Estados Unidos entre 1901 y 1905. Entre esos años, 7.226 inmigrantes, incluidos 6.048 hombres, 637 mujeres y 541 niños, hicieron 65 viajes. La mayoría de los primeros inmigrantes de ese período tenían algunos contratos con misioneros estadounidenses en Corea. Para algunos intelectuales coreanos de orientación occidental, la inmigración a los Estados Unidos se consideró útil, en parte, para ayudarlos en la modernización de su tierra natal. En consecuencia, el reclutador de trabajadores de la Asociación de Plantadores de Azúcar de Hawái (HSPA), David Deshler, no tuvo problemas para encontrar coreanos de una amplia gama de clases sociales dispuestos a navegar a Hawái.
Según el Dr. Wayne Patterson durante su discurso ante la Royal Asiatic Society (publicado en YouTube el 21 de septiembre de 2013), la transferencia de coreanos a Hawái estaba en contra de las leyes de emigración de los Estados Unidos con respecto a los trabajadores contratados extranjeros. Deshler reclutó a coreanos como rompehuelgas porque los trabajadores japoneses que trabajaban en las plantaciones hawaianas estaban en huelga contra los propietarios de las plantaciones. Algunos de los mismos empresarios estadounidenses que derrocaron a la monarquía hawaiana estaban en connivencia con el Dr. Horace Allen y Deshler para conjurar un plan para salirse con la suya y romper las Leyes de Emigración de Estados Unidos para hacer frente a los problemas de huelga de los trabajadores japoneses. La mayoría de los coreanos llegaron a Hawái de 1903 a 1905 a través de una estafa de lavado de dinero que pagó las tarifas de los pasajeros del barco desde Corea a Hawái, violando la ley. En algunos casos, los coreanos se vieron obligados a devolver el dinero de su tarifa a la HSPA.

## Décadas de nuevas esperanzas, dificultades y barreras
En un siglo, la población coreana en Estados Unidos se disparó de aproximadamente siete mil a aproximadamente dos millones.
El rey Gojong (1852-1919) reinó en Corea en el momento de la primera migración a Estados Unidos y desempeñó un papel fundamental en la vida de los coreanos en el extranjero. Los misioneros cristianos habían llegado a Corea durante el reinado del rey Gojong. En la década de 1890, los misioneros estadounidenses eran los más influyentes en la difusión del cristianismo en Corea. El Dr. Horace Allen, misionero convertido en diplomático, estaba involucrado en la política coreana y, de hecho, era el representante del comercio estadounidense. Los misioneros trajeron no solo el cristianismo, sino también el capitalismo, el saber occidental y la cultura occidental. Muchos de los inmigrantes se habían convertido al cristianismo.
El evangelismo protestante en Corea fue predominantemente metodista y presbiteriano. Los dos grupos protestantes decidieron no superponer sus actividades evangelizadoras. Estuvieron de acuerdo en que la misión metodista en Hawái ministraría a los inmigrantes coreanos.
El primer tratado formal de Corea con Estados Unidos fue en mayo de 1882. El tratado fue precedido por la olvidada " pequeña guerra " de intercambios sangrientos entre los dos países. El episodio poco conocido en la historia de Estados Unidos involucró a un barco estadounidense fuertemente armado, el Colorado, entrando en aguas coreanas y desembarcando a sus soldados en la isla de Ganghwa . Se produjo una batalla en la que murieron más de trescientos coreanos y tres soldados estadounidenses.
Los estadounidenses más tarde regresaron persiguiendo un tratado, que resultó en el Tratado de Amistad y Comercio en 1882. Entre otras cosas, el tratado contenía una disposición que permitía la inmigración coreana a Estados Unidos. El primer grupo de inmigrantes vino del Rev. Parroquia metodista de George Heber Jones en Jemulpo ( Inchon ).
- Inmigrantes antes de 1903: las estadísticas históricas de Hawái'i indican que había dieciséis coreanos en el Territorio de Hawái'i en 1902. Se dice que algunos eran comerciantes de ginseng disfrazados que llegaron con pasaportes chinos. Uno de estos comerciantes de ginseng fue Choo Eun Yang, que llegó a Hawái'i y transmigró a San Francisco alrededor de 1898. Se hizo activo en la comunidad coreana allí, se hizo próspero y vivió hasta los 102 años. Entre otros inmigrantes, Sung Pong Chang trabajó para el Tribunal de Circuito de Hawái'i y para el Departamento de Policía de Honolulu como intérprete hasta su muerte en 1949.[4]
- Cuatro inmigrantes coreanos famosos: Dr. Philip Jaisohn (1866-1951), Dr. Syngman Rhee (1875-1965), Dosan Ahn Chang Ho (1878-1938) y Young Man Pak (1877-1928). Consulte también la Lista de coreanos estadounidenses notables en Hawái .[4]

## Koreatown
Los negocios coreanos se congregan en Keeaumoku Street, que se ganó el apodo de "Koreamoku". Aunque no ha sido designado oficialmente como Koreatown, el Estado de Hawái ha considerado la designación de Koreatown en los últimos años.